# Haarby Kommune
| Strukturdaten       | Strukturdaten  |
| ------------------- | -------------- |
| Sitz der Verwaltung | Haarby         |
| Fläche              | 79,72 km²      |
| Einwohner           | 5.045 (2006)   |
| Kommune seit 2007   | Assens Kommune |

Haarby Kommune war bis Dezember 2006 eine dänische Kommune im damaligen Fyns Amt im Westen der Insel Fünen. Sie entstand 1966 und ging somit der Verwaltungsreform von 1970 voraus.  Seit Januar 2007 ist sie zusammen mit der alten Assens Kommune, der Glamsbjerg Kommune, der Tommerup Kommune, der Vissenbjerg Kommune und der Aarup Kommune Teil der neuen Assens Kommune.